# Olmo Gentile
Olmo Gentile ist eine Gemeinde in der italienischen Provinz Asti (AT), Region Piemont.

## Lage und Einwohner
Olmo Gentile liegt 54 km südlich von der Provinzhauptstadt Asti entfernt. Das Gemeindegebiet umfasst eine Fläche von fünf km² und hat 67 Einwohner (Stand 31. Dezember 2023). Die Nachbargemeinden sind Perletto, Roccaverano, San Giorgio Scarampi und Serole.

## Kulinarische Spezialitäten
In Olmo Gentile werden Reben für den Dolcetto d’Asti, einen Rotwein mit DOC Status angebaut. Die Beeren der Rebsorten Spätburgunder und/oder Chardonnay dürfen zum Schaumwein Alta Langa verarbeitet werden. In Olmo Gentile werden auch Reben der Sorte Barbera für den Barbera d’Asti, einen Rotwein mit DOCG Status, sowie den Barbera del Monferrato angebaut.